# Chattekamba, Challakere
Chattekamba là một làng thuộc tehsil Challakere, huyện Chitradurga, bang Karnataka, Ấn Độ.